# Numazu (Shizuoka)
Numazu (沼津市 Numazu-shi?) es una ciudad localizada al este de la prefectura de Shizuoka, Japón. Se localiza a un costado de la península de Izu, al noreste de la bahía de Suruga y a 130 km al oeste de Tokio. Tiene un área de 152,17 km² y una población de 211.373 habitantes (2005).
Fue fundada el 1 de julio de 1923; es conocida por sus fuentes de aguas termales, los restaurantes de mariscos y el principal puerto de la ciudad.
Desde la era Meiji hasta 1969, la familia imperial japonesa tenía una cabaña en esta ciudad.

## En la cultura popular
Numazu es el escenario principal del anime Love Live! Sunshine!!, y varios personajes viven en Uchiura y la isla de Awashima. Como tal, muchos turistas vienen a Numazu debido al anime, y varias cosas en la ciudad, como taxis, autobuses, transbordadores y tapas de alcantarillas, tienen diseños especiales con el tema de Love Live.